# Schuhplattler

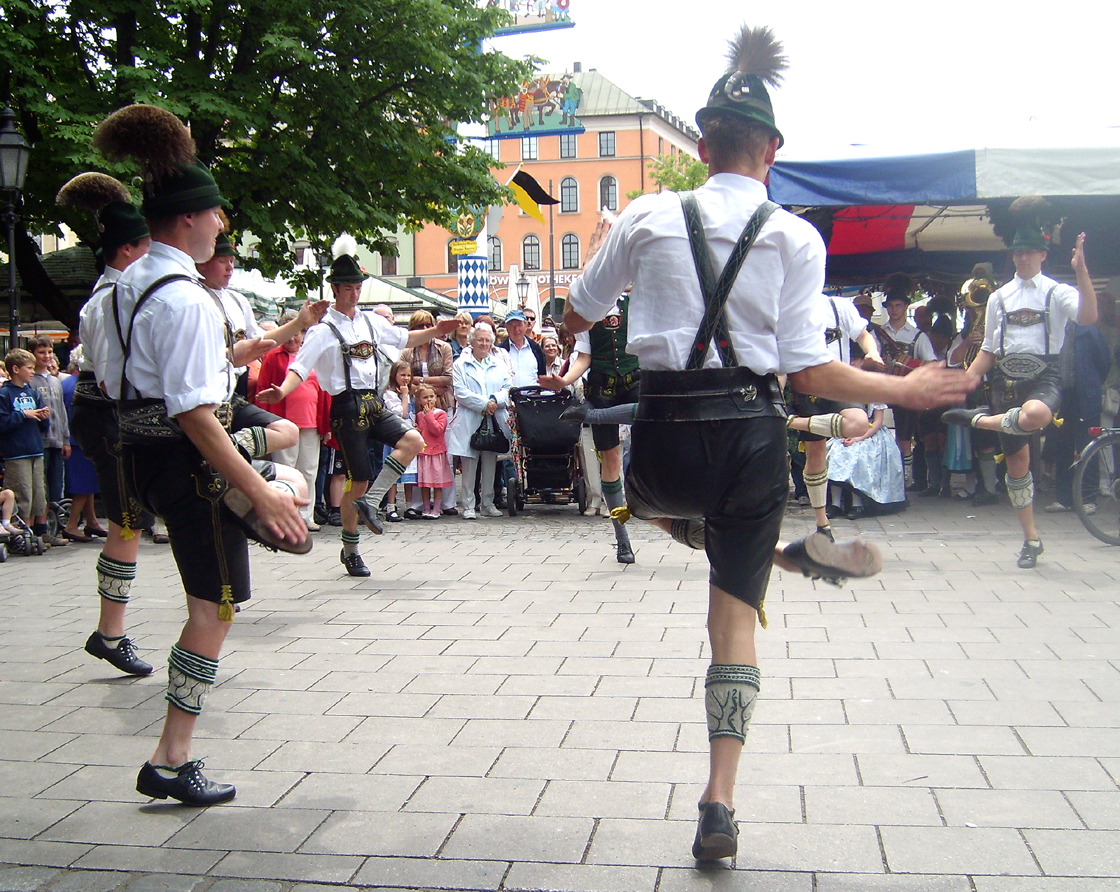
Schuhplattler

Lo Schuhplattler è una danza tradizionale tipica bavarese e tirolese per soli uomini.
La parola, tradotta, significa letteralmente "battitore di scarpe".
La danza comprende movimenti veloci, quasi acrobatici, con battute di mani sulle gambe e sulle suole delle scarpe, saltando, girando, facendo a volte il canto jodel e tirandosi gli schiaffi.

## Origini
Le origini di questa danza si possono far risalire a una forma di corteggiamento: il Balztanz. Questa danza fu descritta già nel 1050 da un monaco nel poema cavalleresco Ruodlieb.
in tanti club folcloristici della Bavaria esistevano danze simili, ma venivano danzate senza regole (risalgono al 1050) e, quindi, vennero istituite regole precise nel 1850.

## Schuhplattler oggi
Oggi tanti club folcloristici praticano lo "Schuhplattln" per tenere viva la tradizione e cultura tirolese, aperto ad oggi anche alle donne.
Nel ballo delle panche gli Schuhplattler utilizzano delle panche di legno per ballarci intorno, sopra e batterle a terra ritmicamente. Il ballo delle panche inizia con i danzatori che fanno oscillare a destra e sinistra le panche di legno. Gli Schuhplattler girano intorno alle panche battendo le mani sulle gambe. Durante questo ballo le panche vengono battute a terra ritmicamente a tempo con la musica della fisarmonica di accompagnamento.

## Varianti
Altro ballo è quello dei boscaioli, simile ma più vario e scenografico, rappresenta dei boscaioli che danzano attorno a dei tronchi di legno e poi li tagliano con le accette, a ritmo di musica. Alcune parti del ballo sono i colpi di mano sulle gambe e i colpi di mano sulle suole delle scarpe.
Altra parte ancora è quella del mulino, dove un danzatore è circondato da altri tre e costituisce il perno del mulino attorno al quale girano le pale. Due mulini si fronteggiano e i perni ogni tanto si alzano per danzare a colpi di mano sulle gambe e le suole delle scarpe.